# Gert Schäfer (Politikwissenschaftler)
Gert Schäfer (* 16. April 1941 in Stuttgart; † 16. Oktober 2012 in Hannover) war ein deutscher Politikwissenschaftler.
Schäfer studierte Politikwissenschaft, Soziologie, Wirtschaftswissenschaften, Philosophie, Geschichte und Germanistik an den Universitäten Tübingen und Frankfurt am Main und wurde 1973 an der damaligen Technischen Universität Hannover promoviert und wirkte anschließend als Akademischer Rat am Seminar für Wissenschaft von der Politik. 1977 habilitierte er sich ebendort. Ab 1982 war er Professor für Politikwissenschaften an der Universität Hannover mit den Schwerpunkten Politische Theorie und Politische Soziologie.
Schäfer war von 1970 bis 1975 Redakteur der Zeitschrift links.

## Schriften (Auswahl)
- Gewalt und Politik. Studien zu Nationalsozialismus und totaler Herrschaft, hrsg. Peter Schyga. Baden-Baden: Nomos, 2014 ISBN 978-3-8487-1361-5.
- Gegen den Strom. Politische Wissenschaft als Kritik. Hannover: Offizin, 2006, ISBN 978-3-930345-54-0
- Gewalt, Ideologie und Bürokratismus. Das Scheitern eines Jahrhundertexperiments, Mainz: Decaton-Verlag, 1994. ISBN 3-929455-28-5
- Die Kommunistische Internationale und der Faschismus, Offenbach: Verlag 2000, 1973
- Der CDU-Staat. Analysen zur Verfassungswirklichkeit der Bundesrepublik, 2 Bände, Frankfurt am Main: Suhrkamp, 1969.